# Janez Vajkard Valvasor
Janez Vajkard Valvasor, německy Johann Weikhard von Valvasor (28. května 1641, Lublaň – 19. září 1693, Krško), byl slovinský přírodopisec, nakladatel a učenec. V přírodovědě proslul jako průkopník studia krasových útvarů. Jeho opus magnum byly patnáctidílné německy psané dějiny Kraňska (Slovinska) nazvané Die Ehre deß Hertzogthums Crain, vydané roku 1689. Studoval na jezuitském gymnáziu v Lublani, před studiem na univerzitě dal přednost cestování (Německo, Anglie, Dánsko, Francie, Španělsko, Itálie, Afrika) a vojenské kariéře, zúčastnil se například bojů rakouské armády s Osmany. Roku 1672 se vrátil do Slovinska. Roku 1687 byl zvolen členem anglické Královské společnosti.